# Сергеев, Дмитрий Николаевич
Дми́трий Никола́евич Серге́ев (22 декабря 1968, Пермь) — советский и российский дзюдоист, выступал за сборные СССР, СНГ и России в конце 1980-х и на всём протяжении 1990-х годов. Бронзовый призёр летних Олимпийских игр в Барселоне, серебряный призёр чемпионата мира, серебряный и бронзовый призёр чемпионатов Европы, победитель многих турниров всероссийского и международного значения. На соревнованиях представлял Пермскую область, заслуженный мастер спорта. Также известен как тренер по дзюдо, старший тренер юношеской сборной России, заслуженный тренер России.

## Биография
Дмитрий Сергеев родился 22 декабря 1968 года в Перми. Рос в спортивной семье, в частности его отец Николай Иванович в своё время выступал на соревнованиях по борьбе и боксу. В детстве ходил в секцию плавания, но больших достижений здесь не добился и вскоре оставил этот вид спорта. Активно заниматься борьбой начал в возрасте двенадцати лет, в течение трёх лет проходил подготовку по самбо в спортивном клубе «Уралец» под руководством заслуженного тренера Александра Ивановича Заболуева, позже увлёкся дзюдо и сменил несколько клубов, в том числе тренировался в «Трудовых резервах» у заслуженного тренера Владимира Григорьевича Чащина.
Впервые заявил о себе в 1987 году, став чемпионом СССР среди молодёжи и выполнив тем самым норматив мастера спорта. В следующем сезоне выиграл бронзовую медаль в полутяжёлой весовой категории на юниорском первенстве Европы в Вене, ещё через год одержал победу на международном турнире в Германии и получил звание мастера спорта СССР международного класса.
Первого серьёзного успеха на взрослом международном уровне добился в 1992 году, когда попал в основной состав российской национальной сборной и побывал на чемпионате Европы в Париже, откуда привёз награду бронзового достоинства, добытую в полутяжёлом весе. Благодаря череде удачных выступлений вошёл в состав Объединённой команды бывших советских республик, созданной для участия в летних Олимпийских играх в Барселоне. На Олимпиаде после трёх побед проиграл венгру Анталу Ковачу, который в итоге стал олимпийским чемпионом, но затем выиграл два оставшихся боя, занял третье место и получил бронзовую медаль.
В 1994 году Сергеев выступил на европейском первенстве в польском Гданьске, где стал бронзовым призёром полутяжёлой весовой категории. Год спустя в той же категории взял серебро на чемпионате Европы в английском Бирмингеме и на чемпионате мира в японской Тибе — в обоих случаях в решающих поединках уступил поляку Павлу Настуле. Ещё через год на европейском первенстве в Гааге добавил в послужной список очередную бронзовую медаль. Будучи одним из лидеров дзюдоистской команды России, благополучно прошёл квалификацию на Олимпийские игры 1996 года в Атланте — на сей раз попасть в число призёров не сумел, потерпел в зачёте полутяжёлого веса два поражения и занял в итоге пятое место.
После Олимпиады в США Дмитрий Сергеев остался в основном составе национальной сборной России по дзюдо и продолжил принимать участие в крупнейших международных турнирах. Так, в 1997 он выступил на чемпионате мира в Париже, хотя медаль здесь не выиграл. Продолжал бороться вплоть до 2000 года, когда в последний раз стал чемпионом страны и стал бронзовым призёром на Кубке мира в Минске. Вскоре по окончании этих соревнований принял решение завершить карьеру профессионального спортсмена, уступив место в сборной молодым российским дзюдоистам.
За выдающиеся спортивные достижения удостоен почётного звания «Заслуженный мастер спорта России». После завершения спортивной карьеры перешёл на тренерскую работу, в частности был личным наставником чемпиона мира и Европы Ивана Нифонтова. В 2001 году назначен старшим тренером юношеской сборной России по дзюдо, 29 декабря 2012 года получил звание «Заслуженного тренера России». Жена Татьяна — чемпионка России по дзюдо среди женщин, мастер спорта. Дочь Татьяна —заслуженный мастер спорта, двукратная чемпионка мира и трехкратная чемпионка Европы по художественной гимнастике.
Ныне проживает в Рязани, является членом научно-педагогического состава СДЮСШОР «Комета».

## Награды
- Медаль ордена «За заслуги перед Отечеством» II степени (12 октября 2022) — за вклад в развитие физической культуры и популяризацию отечественного спорта[4]